# Rhodopina nasui
Rhodopina nasui là một loài bọ cánh cứng trong họ Cerambycidae.